# Depot I von Nová Ves
Das Depot I von Nová Ves (auch Hortfund I von Nová Ves) ist ein Depotfund der frühbronzezeitlichen Aunjetitzer Kultur aus Nová Ves u Brloha im Jihočeský kraj, Tschechien. Es datiert in die Zeit zwischen 2000 und 1800 v. Chr.

## Fundgeschichte
Das Depot wurde 2008 nordöstlich von Nová Ves mit einem Metalldetektor entdeckt. Die Fundstelle liegt auf einem kleinen Plateau namens „U Vacla“. Eine archäologische Nachuntersuchung der Fundstelle erbrachte keine weiteren Funde oder Befunde. In nur 150 m Entfernung wurde noch ein zweites Depot der Aunjetitzer Kultur entdeckt.

## Zusammensetzung
Das Depot besteht aus zwölf Bronzegegenständen: zehn Ösenhalsringe und zwei Armspiralen. Die Ringe waren gebündelt niedergelegt worden und wurden durch die aufgeschobenen Spiralen zusammengehalten. Das Depot war mit einem Stein abgedeckt. Das Gesamtgewicht der Gegenstände beträgt 2,536 kg.
Die verwendeten Bronzelegierungen weisen einen hohen Anteil an Arsen (zwischen 1,8 % und 4,9 %) und Antimon (zwischen 0,75 % und 2,1 %) auf. Auch der Silberanteil ist mit deutlich über 1 % recht hoch. Zinn ist hingegen nur in Spuren enthalten.